# 이르니니산

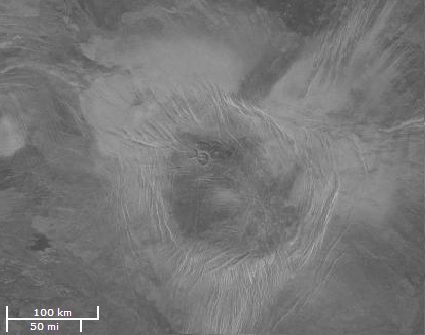
마젤란호가 촤영한 이르니니산

이르니니산(Irnini Mons)은 금성에 있는 화산이다. 아시리아-바빌로니아 신화의 향나무 산맥의 여신 이름을 붙였다. 직경 475 킬로미터, 고도 1.75 킬로미터이며 북반구에 위치해 있다. 보다 정확한 좌표는 북위 14° 0′  동경 16° 0′  / 북위 14.000°  동경 16.000° . 정상에는 직경 225 킬로미터의 칼데라 비슷한 지형인 사포분지(Sappho Patera) 있다.

## 같이 보기
- 금성